# Burg Wesenberg (Mecklenburg-Vorpommern)

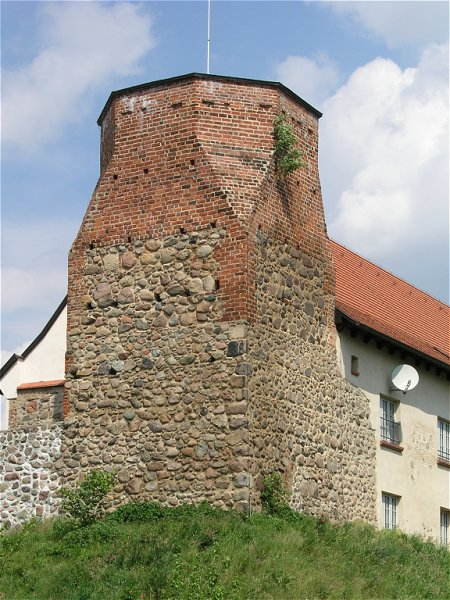
Der Fangelturm oder Bergfried

Die Burg Wesenberg ist eine hochmittelalterliche Turmhügelburg (Motte) auf einem Hügel im Nordosten der Stadt Wesenberg im Landkreis Mecklenburgische Seenplatte in Mecklenburg-Vorpommern.

## Anlage
Von der ursprünglichen Anlage sind nur noch der Bergfried (Fangelturm) und ein daran anschließender Rest der Umfassungsmauer erhalten.

## Geschichte
Fürst Nikolaus von Werle ließ die Burg Mitte des 13. Jahrhunderts zum Schutz der Stadt „Wesenberge“ erbauen.
Während der mecklenburgisch-brandenburgischen Streitigkeiten (Markgrafenkriege) war die Burg ab 1276 in wechselndem Besitz.
Ab 1329 erhielten die mecklenburgischen Herrscher das Land Stargard als Lehen. 1352 wurde Mecklenburg-Stargard selbständiges Herzogtum unter Johann von Mecklenburg. Zeitweise diente die Burg der Witwe Herzog Ulrichs II. als Wohnsitz. Nach 1500 wurde die Burg Wesenberg zu einem fürstlichen Amt.
Die Folge des Dreißigjährigen Krieges war eine weitgehende Zerstörung der Burganlage, erhalten blieben nur der Torso des Bergfrieds – auch Fangelturm genannt – und Teile der Burgmauer im Süden. So wurde um das Jahr 1660 das „Große Haus“ der Burg unbewohnbar genannt und um 1677 als ganz verfallen bezeichnet.
1752 ging das Burggelände an die herzogliche Kammer, 1812 wurde ein Schulze als Verwalter eingesetzt. Das ursprüngliche Wohnhaus wurde durch einen schlichten Bau ersetzt. Zweimal wurde dieses Gebäude durch Brand zerstört und wieder aufgebaut. Nach 1950 wurde das Gebäude für die Forstverwaltung genutzt.
Die Burg ist heute im Besitz der Stadt und beherbergt das Wesenberger Fremdenverkehrsbüro und die Heimatstube, in der eine Sammlung zu Fischerei, Forstwirtschaft und regionaler Geschichte gezeigt wird. 1994 gründete sich in Wesenberg ein Burgverein.

## Belege und weiterführende Informationen

### Hauptquelle
- Informationstafel des Landes Mecklenburg-Vorpommern zur Burg Wesenberg

### Weiterführende Literatur
- Georg Dehio (Gegr.), Edgar Lehmann (Hrsg.): Die Bezirke Neubrandenburg, Rostock, Schwerin. In: Handbuch der deutschen Kunstdenkmäler. 3. Auflage. Deutscher Kunstverlag, Berlin / München 1990, ISBN 3-422-03019-0.
- Klaus Ridder: Zur Geschichte der „Burg Wesenberg“. Verlag Lenover, Neustrelitz 1995, ISBN 3-930164-10-8.
- Artikel Burg Wesenberg. In: Hans Käckenmeister: Burgen in Mecklenburg. Einst und heute. Steffen, Friedland in Mecklenburg 2008, ISBN 978-3-940101-35-8, S. 141–144.